# Weapon of Choice
«Weapon of Choice» — пісня англійського біг-біт виконавця Фетбоя Сліма з його третього студійного альбому «Halfway Between the Gutter and the Stars». Вокал виконано американським фанк-виконавцем Бутсі Коллінзом. Пісню було випущено як парний сингл із композицією «Star 69» 23 квітня 2001 року. Також його було випущено і як окремий сингл, а пізніше й перевипущено у 2010 з реміксами. Сингл посів 10 місце в чарті синглів Великобританії.
У відео, знятому до музики Спайком Джонзом, ми бачимо актора Крістофера Уокена. За сюжетом він танцює у безлюдному холі готелю. Актор отримав кілька нагород на церемонії MTV Video Music Awards 2001 року та виграв премію Греммі 2002 року за найкраще музичне відео.

## Передісторія

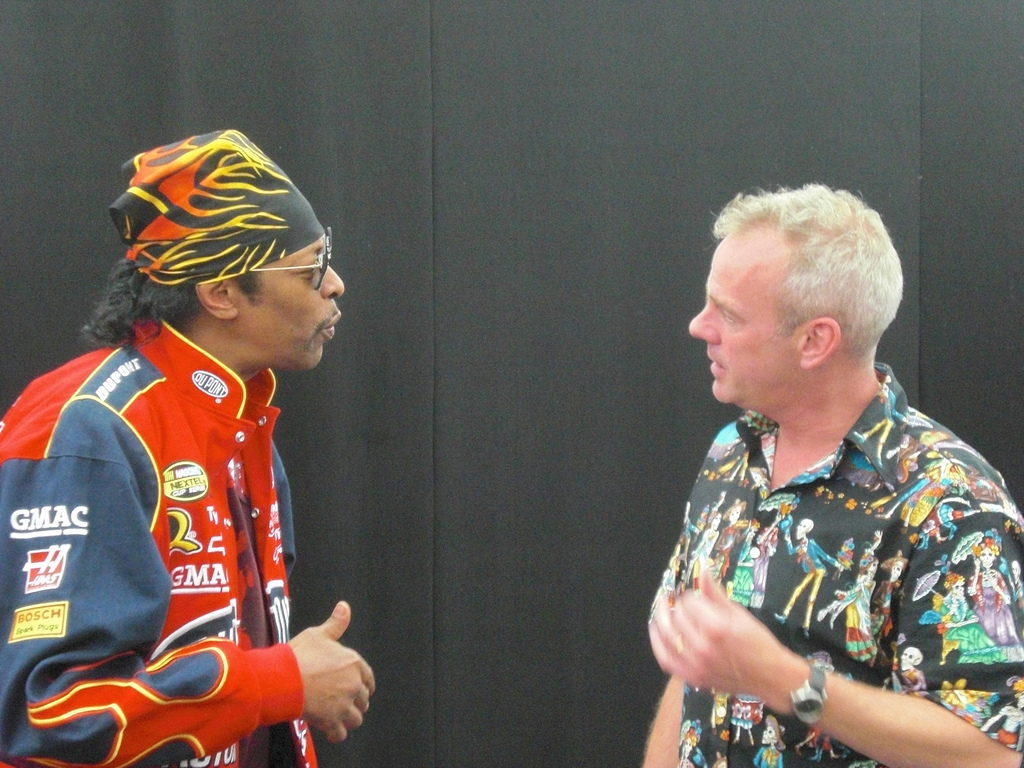
Бутсі Коллінз і Фетбой Слім у 2008 році

Основний вокал «Weapon of Choice» виконав Бутсі Коллінз, що є учасником фанк-групи «Parliament-Funkadelic» і лідером групи «Bootsy's Rubber Band». У версії, що входить до альбому, оригінальний варіант виконання партії Коллінза звучить через правий аудіоканал. Але той самий вокал, але значно нижчого тону, чутно через лівий. У пісні є видатний семпл пісні «Sly & the Family Stone» 1968 року "Into My Own Thing ", а також семпли з "All Strung Out Over You " The Chambers Brothers і «Word Play» The X-Ecutioners, остання з яких раніше була семплом в іншій пісні Fatboy Slim, «Don't Forget Your Teeth», стороні «B» до його синглу «Right Here, Right Now» і «Gangster Trippin».
Приспів пісні «You could blow with this, or you could blow with that» є даниною пісні Black Sheep "The Choice Is Yours (Revisited) ", що має подібний приспів. Рядки «Йди без ритму/і це не приверне уваги хробака» є посиланням на науково-фантастичний роман «Дюна», так само як рядок «тон мого голосу» може посилатися на головну зброю деяких героїв книги — здатністю наказувати своїм голосом. Рядок «на півдорозі між ровом і зірками» є посиланням на рядок у п'єсі Оскара Уайльда «Віяло леді Віндермір»: «Ми всі в канаві, але деякі з нас дивляться на зірки», і також використовувався як назва альбому.
Версія для радіо називається «Attack Hamster Edit», і є версією, представленою в одному з найвизначніших альбомів хітів Fatboy Slim — "The Greatest Hits — Why Try Harder ". Вокальні партії Коллінза, як звичайні, так і видозмінені, не зазнають змін, але змінену партію ледве можна розчути. Альбом досяг 137 місця у чарті синглів Великобританії. Невелика частина цієї пісні прозвучала у фільмі 2001 року Joe Somebody, в епізоді Malcolm in the Middle "Malcolm vs. Reese ", в епізоді The Lone Gunmen «All About Yves» і у фільмі 2006 року Night at the Museum. Також пісню було використано у трейлері E3 Skylanders: Swap Force у 2013 році.
В альбомі пісня «випливає» з пісні «Retox», тож, кінець «Retox» є початком цього треку. На 5:06 на «версії синглу» остання секунда (5:05) повторюється декілька разів, поки не закінчується на 5:36. В альбомі останні дві секунди повторюються до 5:23, а звуки шкрябання починаються з 5:14 і тривають до завершення на 5:45. Версія для синглу та версія для альбому також мають кілька інших відмінностей, включаючи порядок вокальних фрагментів до п'ятихвилинної позначки.

## Музичний кліп

Відео «Weapon of Choice» за участі Крістофера Уокена особливо відоме своєю хореографією.

Відеокліп було знято у холі готелю Marriott (нині LA Grand Hotel Downtown), що знаходиться у Лос-Анджелесі в грудні 2000 року. Режисером став Спайк Джонз. У кліпі грає актор Крістофер Уокен, який навчався на танцюриста у музичному театрі до того, як розпочав свою акторську кар'єру. Уокен попросив Джонза зняти як він танцює, а Джонз запропонував йому знятися у відеокліпі. Спершу було заплановано, що Fatboy Slim зніметься у відео, замінивши Уокена в епізодах, для зйомки яких застосовували каскадерське страхування. Але саме в ті дні він не зміг долучитися до процесу зйомок, оскільки його дружина, Зої Болл, народжувала.
На початку відео Уокен відпочиває в кріслі у безлюдному холі готелю, Аж раптом чує пісню, яка грає з візка для прибирання, що стоїть неподалік. Уокен починає танцювати по усьому готелю, сідає в ліфт, потім вистрибує з балкону і починає літати попід стелею. Після цього, під кінець відео, він повертається до стільця і знову сідає.
Відео «Weapon of Choice» отримало шість нагород на MTV Video Music Awards 2001 року. Уокен був нагороджений однією зі статуеток «Moonmen» на MTV за найкращу хореографію. Кліп також посів перше місце у списку 100 найкращих відео всіх часів за версією VH1 у квітні 2002 року, складеному на основі опитування у музичної індустрії. Шведський актор Мікаель Персбрандт також танцював у одному з варіантів відео, знятого режисером Маліком Бенджеллулом. У 2012 році британський комік і ведучий Роуленд Ріврон також виграв на благодійному телевізійному шоу «Let's Dance for Sport Relief», повторивши хореографію з цього відеокліпу.
Уокен назвав свій захват Джонзом однією з головних причин його появи у відео, яке він також радо сприйняв як можливість спробувати свої сили «у чомусь новому». Він також зазначив, що йому, як досвіченому танцівнику чечітки, легко даються танці під електронну музику.
Музичне відео знову стало популярним у 2020-х роках після того, як стало відомо, що Уокен має зіграти роль Шаддама IV у фільмі «Дюна: Частина друга». Пісня містить рядки тексту, що доволі прямо посилаються на «Дюну», хоча цей факт і не вплинув на результат кастингу Уокена. В інтерв'ю для GQ Вокен заявив, що не знав про зв'язок пісні з «Дюною» до того, як долучився до створення фільму.
 

## Додаткові посилання
- Weapon of Choice music video на YouTube

Шаблон:Fatboy Slim